# Dieter Runkel
Dieter Runkel (Obergösgen, Solothurn, 21 de desembre de 1966) va ser un ciclista suís, que fou professional entre 1993 i 1996. Combinà el ciclisme en ruta amb el ciclocròs, modalitat en la qual aconseguí el Campionat del món de 1995.

## Palmarès en ciclocròs
- 1991-1992
  -  Campió de Suïssa en ciclocròs
- 1994-1995
  -  Campió del món en ciclocròs
  -  Campió de Suïssa en ciclocròs
- 1995-1996
  -  Campió de Suïssa en ciclocròs

## Palmarès en ruta
- 1992
  - 1r al Gran Premi Guillem Tell i vencedor d'una etapa
- 1995
  - 1r a la Coire-Arosa

### Resultats al Tour de França
- 1993. 131è de la classificació general